# D'Andre Hill
D'Andre M. Hill, ameriška atletinja, * 19. april 1973, Cincinnati, Ohio, ZDA.
Nastopila je na poletnih olimpijskih igrah leta 1996 in se uvrstila v polfinale teka na 100 m. Na svetovnih prvenstvih je osvojila naslov prvakinje v štafeti 4×100 m leta 1995.